# Streptococcus pneumoniae
Streptococcus pneumoniae, ofte blot kaldet "pneumokok", er en Gram-positiv, alfa-hemolytisk og aerotolerant bakterie af streptokok-slægten. Bakterien er lejret 2 og 2 kaldet diplokokker. Arten er den ætiologiske årsag til flere sygdomme hos mennesker. I slutningen af det 19. århundrede blev det klart, at S. pneumoniae var en hyppig årsag til lungebetændelse.
Pneumokokker er årsag til blodforgiftning, lungebetændelse, mellemørebetændelse og meningitis.
Vaccination mod pneumokokker indgår i det danske vaccinationsprogram. Vaccinen indeholder 13 serotyper. Ældre og andre risikogrupper kan også vaccineres mod pneumokokker med en vaccine, der indeholder 23 serotyper. Ingen af vaccinerne giver fuld beskyttelse mod pneumokokinfektion, da der findes over 90 serotyper af pneumokokker.